# Reto Götschi
Reto Götschi (Hausen am Albis, 25 dicembre 1965) è un bobbista svizzero.

## Biografia
Ai XVII Giochi olimpici invernali (edizione disputatasi nel 1994 a Lillehammer, Norvegia) vinse la medaglia d'argento nel Bob a due con il connazionale Guido Acklin, partecipando per la nazionale svizzera.
Il tempo totalizzato fu di 3:30.86, con differenza minima rispetto all'altra nazionale svizzera (medaglia d'oro con 3:30.81) e quella italiana che realizzò un tempo di 3:31.01.
Inoltre ai campionati mondiali vinse numerose medaglie:
- nel 1996, bronzo nel bob a due[4]
- nel 1997, oro nel bob a due con Guido Acklin
- nel 2001, argento nel bob a due